# Dolina (Krajková)
Dolina (německy Loch) je malá vesnice, část obce Krajková v okrese Sokolov v Karlovarském kraji. Nachází se asi jeden kilometr severovýchodně od Krajkové. Je zde evidováno 24 adres. V roce 2011 zde trvale žilo 25 obyvatel.
Dolina leží v katastrálním území Dolina u Krajkové o rozloze 3,49 km².

## Historie
První písemná zmínka o vesnici pochází z roku 1287.

## Obyvatelstvo
Při sčítání lidu v roce 1921 zde žilo 174 obyvatel, všichni německé národnosti, kteří se hlásili k římskokatolické církvi.
| Rok            | 1869 | 1880 | 1890 | 1900 | 1910 | 1921 | 1930 | 1950 | 1961 | 1970 | 1980 | 1991 | 2001 | 2011 | 2021 |
| -------------- | ---- | ---- | ---- | ---- | ---- | ---- | ---- | ---- | ---- | ---- | ---- | ---- | ---- | ---- | ---- |
| Počet obyvatel | 223  | 233  | 193  | 214  | 198  | 174  | 192  | 103  | 71   | 50   | 34   | 26   | 17   | 25   | 28   |
| Počet domů     | 33   | 39   | 40   | 38   | 36   | 37   | 38   | 30   | -    | 15   | 11   | 12   | 12   | 16   | 17   |

## Obecní správa
Při sčítání lidu v letech 1850–1879 Dolina byla osadou obce Krajková v okrese Falknov. V letech 1880–1948 byla samostatnou obcí v okrese Falknov nad Ohří (v letech 1890–1910 Falknov). Od roku 1949 je opět částí obce Krajková v okrese Sokolov.